# Billie Jean King Cup 2022
La Copa Billie Jean King 2022, coneguda oficialment com a Billie Jean King Cup 2022, correspon a la 59a edició de la Billie Jean King Cup, la competició nacional de tennis més important en categoria femenina.

## Billie Jean King Cup Finals
Data: 8−13 de novembre de 2022

Seu: Emirates Arena, Glasgow, Regne Unit

Superfície: 
12 equips nacionals participen en l'esdeveniment classificats de la següent forma:
- 2 finalistes del Grup Mundial de l'edició anterior
- 1 país organitzador
- 8 guanyadors de la fase de classificació
- 1 equip convidat

| Austràlia (SF) | Bèlgica        | Canadà     | Eslovàquia |
| Espanya        | Estats Units   | Itàlia     | Kazakhstan |
| Polònia        | Regne Unit (A) | Suïssa (F) | Txèquia    |

### Resum
| Grup | Primer     | Primer | Primer | Primer | Segon        | Segon | Segon | Segon | Tercer     | Tercer | Tercer | Tercer |
| Grup | País       | E      | P      | S      | País         | E     | P     | S     | País       | E      | P      | S      |
| ---- | ---------- | ------ | ------ | ------ | ------------ | ----- | ----- | ----- | ---------- | ------ | ------ | ------ |
| A    | Suïssa     | 2−0    | 5−1    | 10−4   | Canadà       | 1−1   | 4−2   | 9−4   | Itàlia     | 0−2    | 0−6    | 1−12   |
| B    | Austràlia  | 2−0    | 5−1    | 11−3   | Eslovàquia   | 1−1   | 3−3   | 6−8   | Bèlgica    | 0−2    | 1−5    | 4−10   |
| C    | Regne Unit | 1−1    | 4−2    | 9−4    | Espanya      | 1−1   | 3−3   | 6−8   | Kazakhstan | 1−1    | 2−4    | 6−9    |
| D    | Txèquia    | 2−0    | 4−2    | 8−4    | Estats Units | 1−1   | 3−3   | 7−7   | Polònia    | 0−2    | 2−4    | 5−9    |

### Quadre
|  | Semifinals 12 de novembre | Semifinals 12 de novembre | Semifinals 12 de novembre |   |           | Final 13 de novembre | Final 13 de novembre | Final 13 de novembre |  |  |  |  |
|  |                           |                           |                           |   |           |                      |                      |                      |  |  |  |  |
|  |                           |                           |                           |   |           |                      |                      |                      |  |  |  |  |
|  | 1                         | Suïssa                    | 2                         |   |           |                      |                      |                      |  |  |  |  |
|  | 1                         | Suïssa                    | 2                         |   |           |                      |                      |                      |  |  |  |  |
|  | 4                         | Txèquia                   | 0                         |   |           |                      |                      |                      |  |  |  |  |
|  | 4                         | Txèquia                   | 0                         |   | 1         | Suïssa               | 2                    |                      |  |  |  |  |
|  |                           |                           |                           |   | 1         | Suïssa               | 2                    |                      |  |  |  |  |
|  |                           | 2                         | Austràlia                 | 0 |           |                      |                      |                      |  |  |  |  |
|  | 2                         | 2                         | Austràlia                 | 0 | Austràlia | 2                    |                      |                      |  |  |  |  |
|  | 2                         |                           |                           |   |           |                      |                      |                      |  |  |  |  |
|  |                           | Regne Unit                | 1                         |   |           |                      |                      |                      |  |  |  |  |

## Fase classificació
Dates: 15−16 d'abril de 2022
16 equips nacionals van participar en aquesta ronda per classificar-se per la fase final en sèries basades en el format local-visitant tradicional de la Copa Federació. Els 8 equips perdedors d'aquesta fase van ser redirigits als respectius Grup I continentals. Equips classificats de la següent forma:
- 10 equips participants en les Billie Jean King Cup Finals 2021 excepte els finalistes
- 7 equips guanyadors dels Play-offs de l'edició anterior (Romania substitueix Canadà)
- 1 equip perdedor dels Play-offs de l'edició anterior

Els vuit equips vencedors d'aquesta fase es van classificar per les Billie Jean King Cup Finals 2022, mentre que els vuit equips perdedors van accedir als Play-offs d'aquesta edició de la competició.
Degut a la desqualificació de Rússia i Belarús per part de la ITF, Austràlia, Eslovàquia i Bèlgica van accedir directament a les finals.
| Seu (superfície)                                                                   | Equip local      | Resultat | Equip visitant |
| ---------------------------------------------------------------------------------- | ---------------- | -------- | -------------- |
| Tennis Club Alghero, L'Alguer, Itàlia (dura)                                       | Itàlia           | 3 − 1    | França (2)     |
| Asheville Civic Center, Asheville, Estats Units (dura interior)                    | Estats Units (3) | 3 − 2    | Ucraïna        |
| Tennis Club I.CLTK Prague, Praga, Txèquia (terra batuda)                           | Txèquia (4)      | 3 − 2    | Regne Unit     |
| Club Megasaray, Antalya, Turquia                                                   | Belarús (5)      | w/o      | Bèlgica        |
| National Tennis Centre, Nursultan, Kazakhstan (terra batuda interior)              | Kazakhstan       | 3 − 1    | Alemanya (6)   |
| Pacific Coliseum, Vancouver, Canadà (dura interior)                                | Canadà (7)       | 4 − 0    | Letònia        |
| Maaspoort Sports & Events, 's-Hertogenbosch, Països Baixos (terra batuda interior) | Països Baixos    | 0 − 4    | Espanya (8)    |
| Radomskie Centrum Sportu, Radom, Polònia (dura interior)                           | Polònia          | 4 − 0    | Romania (9)    |

## Play-offs
Dates: 11−12 de novembre de 2022
16 equips nacionals van participar en aquesta ronda per classificar-se per la fase final de la següent edició del torneig, en sèries basades en el format local-visitant tradicional. Els vuit equips perdedors retornaven als Grups I continentals per la següent edició. Els participants foren els següents:
- 6 equips perdedors de la fase classificatòria
- 7 equips classificats dels Grups I continentals
- 2 equips que també van promocionar dels Grups I continentals (Sèrbia i Mèxic) en substitució dels exclosos Rússia i Belarús
- 1 equips que també va promocionar dels Grups I continentals (Àustria) en substitució del Regne Unit que fou nomenat amfitrió de les finals.

| Seu (superfície)                                                       | Equip local | Resultat | Equip visitant      |
| ---------------------------------------------------------------------- | ----------- | -------- | ------------------- |
| Le Chaudron, Le Portel, França (dura interior)                         | França (1)  | 3 − 1    | Països Baixos       |
| Sportska Dvorana Zamet, Rijeka, Croàcia (dura interior)                | Croàcia     | 1 − 3    | Alemanya (2)        |
| Sala Polivatenta Oradea Arena, Oradea, Romania (dura interior)         | Romania (3) | 4 − 0    | Hongria             |
| Multiversum Schwechat, Schwechat, Àustria (terra batuda interior)      | Àustria     | 3 − 2    | Letònia (4)         |
| Ariake Colosseum, Tòquio, Japó (dura interior)                         | Japó (5)    | 1 − 3    | Ucraïna             |
| Tucuman Lawn Tennis Club, Tucumán, Argentina (terra batuda)            | Argentina   | 1 − 3    | Brasil (6)          |
| Bela Dvorana Velenje, Velenje, Eslovènia (terra batuda interior)       | Eslovènia   | 3 − 1    | R.P. de la Xina (7) |
| Estadio Club Deportivo Potosino, San Luis Potosí, Mèxic (terra batuda) | Mèxic       | 4 − 0    | Sèrbia (8)          |

## Sector Àfrica/Europa

### Grup I
Els partits del Grup I del sector africano-europeu es van disputar entre l'11 i el 16 d'abril de 2022 sobre terra batuda en el MTA Tennis Academy d'Antalya (Turquia). Dividits en dos grups de cinc i sis equips, els dos primers més el guanyador d'una eliminatòria entre els dos segons classificats van ser els equips que van accedir a la fase classificatòria de la següent edició del torneig. El mateix cas pels dos últims de cada grup es van enfrontar en una eliminatòria creuada per decidir els dos perdedors van descendir al Grup II del sector Àfrica/Europa.
Grup A
|            | Sèrbia | Hongria | Turquia | Estònia | Dinamarca | V − D | Partits | Pos. |
| Sèrbia (1) |        | 1−2     | 2−1     | 2−1     | 2−1       | 3−1   | 7−5     | 2    |
| Hongria    | 2−1    |         | 2−1     | 3−0     | 3−0       | 4−0   | 10−2    | 1    |
| Turquia    | 1−2    | 1−2     |         | 2−1     | 2−1       | 2−2   | 6−6     | 3    |
| Estònia    | 1−2    | 0−3     | 1−2     |         | 1−2       | 0−4   | 3−9     | 5    |
| Dinamarca  | 1−2    | 0−3     | 1−2     | 2−1     |           | 1−3   | 4−8     | 4    |

Grup B
|            | Suècia | Croàcia | Àustria | Bulgària | Eslovènia | Geòrgia | V − D | Partits | Pos. |
| Suècia (2) |        | 0−3     | 1−2     | 0−3      | 2−1       | 3−0     | 2−3   | 6−9     | 5    |
| Croàcia    | 3−0    |         | 2−1     | 3−0      | 1−2       | 3−0     | 4−1   | 12−3    | 2    |
| Àustria    | 2−1    | 1−2     |         | 2−1      | 1−2       | 3−0     | 3−2   | 9−6     | 3    |
| Bulgària   | 3−0    | 0−3     | 1−2     |          | 1−2       | 2−1     | 2−3   | 7−8     | 4    |
| Eslovènia  | 1−2    | 2−1     | 2−1     | 2−1      |           | 2−1     | 4−1   | 9−6     | 1    |
| Geòrgia    | 0−3    | 0−3     | 0−3     | 1−2      | 1−2       |         | 0−5   | 2−13    | 6    |

Play-offs
| Ronda          | Equip A    | Resultat | Equip B    |
| -------------- | ---------- | -------- | ---------- |
| Ascens directe | Hongria    | 2 − 1    | Eslovènia  |
| Ascens         | Sèrbia (1) | 0 − 2    | Croàcia    |
| Cinquè/Sisè    | Turquia    | 0 − 2    | Àustria    |
| Setè           |            |          | Bulgària   |
| Descens        | Dinamarca  | 2 − 1    | Geòrgia    |
| Descens        | Estònia    | 1 − 2    | Suècia (2) |

### Grup II
Els partits del Grup II del sector africano-europeu es van disputar entre el 12 i el 15 d'abril de 2022 sobre pista dura interior a Vierumäki (Finlàndia). Dividits en un grup de tres i un de quatre equips, els dos primers dels grups es van enfrontar en una eliminatòria creuada, de forma que els dos vencedors van accedir a la fase classificatòria de la següent edició del torneig. El mateix cas pels tercers dels grups, on el perdedors més el quart classificat del grup de quatre, van descendir al Grup II del sector Àfrica/Europa.
Grup A
|            | Grècia | Egipte | Noruega | V − D | Partits | Pos. |
| Grècia (1) |        | 1−2    | 2−1     | 1−1   | 3−3     | 3    |
| Egipte     | 2−1    |        | 1−2     | 1−1   | 3−3     | 2    |
| Noruega    | 1−2    | 2−1    |         | 1−1   | 3−3     | 1    |

Grup B
|               | Luxemburg | Finlàndia | Israel | Lituània | V − D | Partits | Pos. |
| Luxemburg (2) |           | 2−1       | 1−2    | 0−3      | 1−2   | 3−6     | 3    |
| Finlàndia     | 1−2       |           | 1−2    | 0−3      | 0−3   | 2−7     | 4    |
| Israel        | 2−1       | 2−1       |        | 0−3      | 2−1   | 4−5     | 2    |
| Lituània      | 3−0       | 3−0       | 3−0    |          | 3−0   | 9−0     | 1    |

Play-offs
| Ronda   | Equip A | Resultat  | Equip B   |
| ------- | ------- | --------- | --------- |
| Ascens  | Noruega | 2 − 1     | Israel    |
| Ascens  | Egipte  | 2 − 1     | Lituània  |
| Descens | Grècia  | 2 − 1     | Luxemburg |
| Descens |         | Finlàndia |           |

### Grup III
Els partits del Grup III del sector africano-europeu es van disputar en dos esdeveniments diferents, un disputat entre 7 i l'11 de juny de 2022 al Bellevue Tennis Club de Ulcinj (Montenegro) sobre terra batuda, i l'altre entre el 4 i el 9 de juliol de 2022 al Tennis Club Jug de Skopje (Macedònia del Nord) sobre terra batuda. En el primer esdeveniment hi van participar 16 països dividits en quatre grups de quatre països, on el primer classificat de cada grup va disputar el play-off de quatre equips per decidir l'equip que ascendia al Grup II del sector Àfrica/Europa. En el segon hi havia 17 països repartits en dos grups de quatre països i tres grups de tres, on els primers classificats de cada grup més tres segons van disputar el play-off de vuit equips per decidir l'equip que ascendia al grup II del sector Àfrica/Europa.
Grup A (Ulcinj)
|                      | Bòsnia i Hercegovina | Montenegro | Nigèria | V − D | Partits | Pos. |
| Bòsnia i Hercegovina |                      | 2−0        | 3−0     | 2−0   | 5−0     | 1    |
| Montenegro           | 0−2                  |            | 3−0     | 1−1   | 3−2     | 2    |
| Nigèria              | 0−3                  | 0−3        |         | 0−2   | 0−6     | 3    |

Grup B (Ulcinj)
|             | Algèria | Xipre | Ghana | Azerbaidjan | V − D | Partits | Pos. |
| Algèria     |         | 2−1   | 3−0   | 3−0         | 3−0   | 8−1     | 1    |
| Xipre       | 1−2     |       | 3−0   | 3−0         | 2−1   | 7−2     | 2    |
| Ghana       | 0−3     | 0−3   |       | 2−0         | 1−2   | 2−6     | 3    |
| Azerbaidjan | 0−3     | 0−3   | 0−2   |             | 0−3   | 0−8     | 4    |

Grup C (Ulcinj)
|          | Marroc | Moldàvia | Armènia | Maurici | V − D | Partits | Pos. |
| Marroc   |        | 3−0      | 2−0     | 3−0     | 3−0   | 8−0     | 1    |
| Moldàvia | 0−3    |          | 2−1     | 2−0     | 2−1   | 4−4     | 2    |
| Armènia  | 0−2    | 1−2      |         | 2−1     | 1−2   | 3−5     | 3    |
| Maurici  | 0−3    | 0−2      | 1−2     |         | 0−3   | 1−7     | 4    |

Play-offs (Ulcinj)
| Ronda      | Subronda     | Equip A              | Resultat | Equip B  |
| ---------- | ------------ | -------------------- | -------- | -------- |
| Ascens     | Semifinals   | Marroc               | 2 − 0    | Algèria  |
| Ascens     | Promoció     | Bòsnia i Hercegovina | 2 − 0    | Marroc   |
| Quart/Sisè | Semifinals   | Moldàvia             | 2 − 1    | Xipre    |
| Quart/Sisè | Quart/Cinquè | Montenegro           | 1 − 2    | Moldàvia |
| Setè/Novè  | Semifinals   | Ghana                | 2 − 1    | Nigèria  |
| Setè/Novè  | Setè/Vuitè   | Armènia              | 2 − 1    | Ghana    |
| Desè/Onzè  |              | Azerbaidjan          | 0 − 2    | Maurici  |

Grup A (Skopje)
|            | Irlanda | Islàndia | Seychelles | V − D | Partits | Pos. |
| Irlanda    |         | 3−0      | 3−0        | 2−0   | 6−0     | 1    |
| Islàndia   | 0−3     |          | 3−0        | 1−1   | 3−3     | 2    |
| Seychelles | 0−3     | 0−3      |            | 0−2   | 0−6     | 3    |

Grup B (Skopje)
|          | Malta | Portugal | Burundi | V − D | Partits | Pos. |
| Malta    |       | 1−2      | 2−1     | 1−1   | 3−3     | 2    |
| Portugal | 2−1   |          | 3−0     | 2−0   | 5−1     | 1    |
| Burundi  | 1−2   | 0−3      |         | 0−2   | 1−5     | 3    |

Grup C (Skopje)
|                    | Sud-àfrica | Macedònia del Nord | Botswana | Uganda | V − D | Partits | Pos. |
| Sud-àfrica         |            | 1−2                | 3−0      | 3−0    | 2−1   | 7−2     | 2    |
| Macedònia del Nord | 2−1        |                    | 3−0      | 3−0    | 3−0   | 8−1     | 1    |
| Botswana           | 0−3        | 0−3                |          | 3−0    | 1−2   | 3−6     | 3    |
| Uganda             | 0−3        | 0−3                | 0−3      |        | 0−3   | 0−9     | 4    |

Grup D (Skopje)
|         | Kosovo | Namíbia | Albània | Kenya | V − D | Partits | Pos. |
| Kosovo  |        | 3−0     | 2−1     | 3−0   | 3−0   | 8−1     | 1    |
| Namíbia | 0−3    |         | 0−3     | 0−3   | 0−3   | 0−9     | 4    |
| Albània | 1−2    | 3−0     |         | 2−1   | 2−1   | 6−3     | 2    |
| Kenya   | 0−3    | 3−0     | 1−2     |       | 1−2   | 4−5     | 3    |

Play-offs (Skopje)
| Ronda          | Subronda     | Equip A            | Resultat | Equip B            |
| -------------- | ------------ | ------------------ | -------- | ------------------ |
| Ascens         | Semifinals   | Irlanda            | 1 − 2    | Portugal           |
| Ascens         | Semifinals   | Macedònia del Nord | 2 − 0    | Kosovo             |
| Ascens         | Final        | Portugal           | 2 − 1    | Macedònia del Nord |
| Ascens         | Tercer/Quart | Irlanda            | ND       | Kosovo             |
| Cinquè/Vuitè   | Semifinals   | Islàndia           | 0 − 3    | Malta              |
| Cinquè/Vuitè   | Semifinals   | Sud-àfrica         | 2 − 0    | Albània            |
| Cinquè/Vuitè   | Cinquè/Sisè  | Malta              | ND       | Sud-àfrica         |
| Cinquè/Vuitè   | Setè/Vuitè   | Islàndia           | ND       | Albània            |
| Novè/Dotzè     | Semifinals   | Seychelles         | 0 − 2    | Burundi            |
| Novè/Dotzè     | Semifinals   | Botswana           | 2 − 0    | Kenya              |
| Novè/Dotzè     | Novè/Desè    | Burundi            | ND       | Botswana           |
| Novè/Dotzè     | Onzè/Dotzè   | Seychelles         | ND       | Kenya              |
| Tretzè/Catorzè |              | Uganda             | ND       | Namíbia            |

## Sector Amèrica

### Grup I
Els partits del Grup I del sector americà es van disputar entre el 13 i el 16 d'abril de 2022 sobre pista dura en el Salinas Golf and Tennis Club de Salinas (Equador). Dividits en dos grups de quatre equips, els dos primers dels grups es van enfrontar en una eliminatòria creuada, de forma que els quatre vencedors van accedir a la fase classificatòria de la següent edició de la Billie Jean King Cup. El mateix cas pels últims dels quatre grups, on els dos perdedors van descendir al Grup II del sector Amèrica.
Grup A
|            | Brasil | Argentina | Colòmbia | Guatemala | V − D | Partits | Pos. |
| Brasil (1) |        | 2−1       | 3−0      | 3−0       | 3−0   | 8−1     | 1    |
| Argentina  | 1−2    |           | 3−0      | 3−0       | 2−1   | 7−2     | 2    |
| Colòmbia   | 0−3    | 0−3       |          | 3−0       | 1−2   | 3−6     | 3    |
| Guatemala  | 0−3    | 0−3       | 0−3      |           | 0−3   | 0−9     | 4    |

Grup B
|              | Paraguai | Mèxic | Xile | Equador | V − D | Partits | Pos. |
| Paraguai (2) |          | 0−3   | 0−3  | 1−2     | 0−3   | 1−8     | 4    |
| Mèxic        | 3−0      |       | 2−1  | 3−0     | 3−0   | 8−1     | 1    |
| Xile         | 3−0      | 1−2   |      | 3−0     | 2−1   | 7−2     | 2    |
| Equador      | 2−1      | 0−3   | 0−3  |         | 1−2   | 2−7     | 3    |

Play-offs
| Ronda   | Equip A    | Resultat | Equip B      |
| ------- | ---------- | -------- | ------------ |
| Ascens  | Brasil (1) | 2 − 0    | Xile         |
| Ascens  | Argentina  | 2 − 0    | Mèxic        |
| Descens | Colòmbia   | 2 − 0    | Paraguai (2) |
| Descens | Guatemala  | 2 − 1    | Equador      |

### Grup II
Els partits del Grup II del sector americà es van disputar entre el 25 i el 30 de juliol de 2022 sobre pista dura en el Centro Nacional de Tenis Parque del Este de Santo Domingo (República Dominicana). Dividits en tres grups de quatre equips i un de cinc, els primers classificats dels grups es van enfrontar de forma que els dos vencedors van ascendir al Grup I del sector Amèrica.
Grup A
|                      | Bahames | República Dominicana | El Salvador | Bermudes | V − D | Partits | Pos. |
| Bahames              |         | 0−3                  | 3−0         | 3−0      | 2−1   | 3−6     | 2    |
| República Dominicana | 3−0     |                      | 3−0         | 3−0      | 3−0   | 9−0     | 1    |
| El Salvador          | 0−3     | 0−3                  |             | 3−0      | 1−2   | 3−6     | 3    |
| Bermudes             | 0−3     | 0−3                  | 0−3         |          | 0−3   | 0−9     | 4    |

Grup B
|                         | Perú | Veneçuela | Cuba | Illes Verges Americanes | V − D | Partits | Pos. |
| Perú                    |      | 3−0       | 3−0  | 3−0                     | 3−0   | 9−0     | 1    |
| Veneçuela               | 0−3  |           | 3−0  | 3−0                     | 2−1   | 3−6     | 2    |
| Cuba                    | 0−3  | 0−3       |      | 3−0                     | 1−2   | 3−6     | 3    |
| Illes Verges Americanes | 0−3  | 0−3       | 0−3  |                         | 0−3   | 0−9     | 4    |

Grup C
|             | Bolívia | Panamà | Puerto Rico | Aruba | V − D | Partits | Pos. |
| Bolívia     |         | 3−0    | 3−0         | 3−0   | 3−0   | 9−0     | 1    |
| Panamà      | 0−3     |        | 0−3         | 0−3   | 0−3   | 0−9     | 4    |
| Puerto Rico | 0−3     | 3−0    |             | 3−0   | 2−1   | 6−3     | 2    |
| Aruba       | 0−3     | 3−0    | 0−3         |       | 1−2   | 3−6     | 3    |

Grup D
|            | Uruguai | Hondures | Costa Rica | Jamaica | Barbados | V − D | Partits | Pos. |
| Uruguai    |         | 3−0      | 3−0        | 3−0     | 3−0      | 4−0   | 12−0    | 1    |
| Hondures   | 0−3     |          | 3−0        | 3−0     | 3−0      | 3−1   | 9−3     | 2    |
| Costa Rica | 0−3     | 0−3      |            | 3−0     | 2−1      | 2−2   | 5−7     | 3    |
| Jamaica    | 0−3     | 0−3      | 0−3        |         | 2−1      | 1−3   | 2−10    | 4    |
| Barbados   | 0−3     | 0−3      | 1−2        | 1−2     |          | 0−4   | 2−10    | 5    |

Play-offs
| Ronda        | Equip A                 | Resultat | Equip B     |
| ------------ | ----------------------- | -------- | ----------- |
| Ascens       | República Dominicana    | 0 − 2    | Bolívia     |
| Ascens       | Perú                    | 2 − 1    | Uruguai     |
| Cinquè/Vuitè | Bahames                 | 1 − 2    | Puerto Rico |
| Cinquè/Vuitè | Veneçuela               | 2 − 0    | Hondures    |
| Novè/Dotzè   | El Salvador             | 2 − 0    | Aruba       |
| Novè/Dotzè   | Cuba                    | 1 − 2    | Costa Rica  |
| Tretzè/Setzè | Bermudes                | 0 − 2    | Panamà      |
| Tretzè/Setzè | Illes Verges Americanes | 1 − 2    | Jamaica     |
| Dissetè      | Barbados                |          |             |

## Sector Àsia/Oceania

### Grup I
Els partits del Grup I del sector asiàtico-oceànic es van disputar entre el 12 i el 16 d'abril de 2022 sobre terra batuda en el MTA Tennis Academy d'Antalya (Turquia). Tots en un únic grup de sis equips, els dos primers classificats van accedir a la fase classificatòria de la següent edició del torneig, mentre que els dos darrers classificats van descendir al Grup II del sector Àsia/Oceania.
|                 | Japó | R.P. de la Xina | Corea del Sud | Índia | Indonèsia | Nova Zelanda | V − D | Partits | Pos. |
| Japó (1)        |      | 2−1             | 2−1           | 3−0   | 3−0       | 3−0          | 5−0   | 13−2    | 1    |
| R.P. de la Xina | 1−2  |                 | 2−1           | 3−0   | 3−0       | 3−0          | 4−1   | 12−3    | 2    |
| Corea del Sud   | 1−2  | 1−2             |               | 1−2   | 3−0       | 3−0          | 2−3   | 9−6     | 4    |
| Índia           | 0−3  | 0−3             | 2−1           |       | 2−1       | 2−1          | 3−2   | 6−9     | 3    |
| Indonèsia       | 0−3  | 0−3             | 0−3           | 1−2   |           | 1−2          | 0−5   | 2−13    | 6    |
| Nova Zelanda    | 0−3  | 0−3             | 0−3           | 1−2   | 2−1       |              | 1−4   | 3−12    | 5    |

### Grup II
Els partits del Grup II del sector asiàtico-oceànic es van disputar en dos esdeveniments diferents, un disputat entre 8 i el 13 d'agost de 2022 al National Tennis Center de Kuala Lumpur (Malàisia) sobre pista dura, i l'altre entre el 22 i el 27 d'agost de 2022 al Central Stadium Frunze de Duixanbe (Tajikistan) sobre pista dura. En el primer esdeveniment hi van participar deu països dividits en dos grups de cinc països. En el segon hi havia vuit països repartits en dos grups de quatre països. En ambdós esdeveniments, els primers classificats van disputar una eliminatòria per decidir els equips que ascendies al Grup I del sector, un per cada esdeveniment.
Grup A (Kuala Lumpur)
|             | Xina Taipei | Hong Kong | Iran | Vietnam | Laos | V − D | Partits | Pos. |
| Xina Taipei |             | 1−2       | 3−0  | 2−1     | 3−0  | 3−1   | 9−3     | 2    |
| Hong Kong   | 2−1         |           | 3−0  | 3−0     | 3−0  | 4−0   | 11−1    | 1    |
| Iran        | 0−3         | 0−3       |      | 1−2     | 3−0  | 1−3   | 4−8     | 4    |
| Vietnam     | 1−2         | 0−3       | 2−1  |         | 3−0  | 2−2   | 6−6     | 3    |
| Laos        | 0−3         | 0−3       | 0−3  | 0−3     |      | 0−4   | 0−12    | 5    |

Grup B (Kuala Lumpur)
|                 | Singapur | Tailàndia | Malàisia | Pacific Oceania | Maldives | V − D | Partits | Pos. |
| Singapur        |          | 0−3       | 1−2      | 0−3             | 3−0      | 1−3   | 4−8     | 4    |
| Tailàndia       | 3−0      |           | 3−0      | 3−0             | 3−0      | 4−0   | 12−0    | 1    |
| Malàisia        | 2−1      | 0−3       |          | 1−2             | 3−0      | 2−2   | 6−6     | 3    |
| Pacific Oceania | 3−0      | 0−3       | 2−1      |                 | 3−0      | 3−1   | 8−4     | 2    |
| Maldives        | 0−3      | 0−3       | 0−3      | 0−3             |          | 0−4   | 0−12    | 5    |

Play-offs (Kuala Lumpur)
| Ronda        | Equip A     | Resultat | Equip B         |
| ------------ | ----------- | -------- | --------------- |
| Ascens       | Hong Kong   | 0 − 2    | Tailàndia       |
| Tercer/Quart | Xina Taipei | 2 − 1    | Pacific Oceania |
| Cinquè/Sisè  | Vietnam     | 1 − 2    | Malàisia        |
| Setè/Vuitè   | Iran        | 0 − 2    | Singapur        |
| Novè/Desè    | Laos        | 2 − 1    | Maldives        |

Grup A (Duixanbe)
|            | Uzbekistan | Sri Lanka | Guam | Brunei | V − D | Partits | Pos. |
| Uzbekistan |            | 2−1       | 3−0  | 3−0    | 3−0   | 8−1     | 1    |
| Sri Lanka  | 1−2        |           | 3−0  | 3−0    | 2−1   | 7−2     | 2    |
| Guam       | 0−3        | 0−3       |      | 3−0    | 1−2   | 3−6     | 3    |
| Brunei     | 0−3        | 0−3       | 0−3  |        | 0−3   | 0−9     | 4    |

Grup B (Duixanbe)
|              | Pakistan | Turkmenistan | Mongòlia | Tadjikistan | V − D | Partits | Pos. |
| Pakistan     |          | 2−1          | 0−3      | 3−0         | 2−1   | 5−4     | 2    |
| Turkmenistan | 1−2      |              | 0−3      | 3−0         | 1−2   | 4−5     | 3    |
| Mongòlia     | 3−0      | 3−0          |          | 3−0         | 3−0   | 9−0     | 1    |
| Tadjikistan  | 0−3      | 0−3          | 0−3      |             | 0−3   | 0−9     | 4    |

Play-offs (Duixanbe)
| Ronda        | Equip A    | Resultat | Equip B      |
| ------------ | ---------- | -------- | ------------ |
| Ascens       | Uzbekistan | 2 − 1    | Mongòlia     |
| Tercer/Quart | Sri Lanka  | 3 − 0    | Pakistan     |
| Cinquè/Sisè  | Guam       | 2 − 1    | Turkmenistan |
| Setè/Vuitè   | Brunei     | 1 − 2    | Tadjikistan  |

## Resum
| Grup         | Grup      | Països                                                       |
| ------------ | --------- | ------------------------------------------------------------ |
| Grup Mundial | Campió    | Suïssa                                                       |
| Grup Mundial | Finalista | Austràlia                                                    |
| Grup I       | Descens   | Equador, Estònia, Geòrgia, Indonèsia, Nova Zelanda, Paraguai |
| Grup II      | Ascens    | Bolívia Egipte, Noruega, Perú, Tailàndia, Uzbekistan         |
| Grup II      | Descens   | Finlàndia, Luxemburg                                         |
| Grup III     | Ascens    | Bòsnia i Hercegovina, Portugal                               |